# Antonin Pellegrini
Antonin Pellegrini (* 8. Februar 1993) ist ein ehemaliger französischer Skilangläufer. Er startete von 2013 bis 2016 vorrangig bei Rollski-Wettbewerben.

## Werdegang
Pellegrini begann seine internationale Karriere mit Starts bei FIS-Juniorenrennen 2011 und 2012, bei denen er diverse vordere Platzierungen erreichte. Im Dezember 2012 ging er mit dem Juniorrennen in St. Ulrich am Pillersee erstmals außerhalb Frankreichs an den Start. Ab Juli 2013 startete er im Sommer im Rollerski-Weltcup der Junioren und konnte bereits im zweiten Rennen von Tripoli aufs Podest laufen. Bei den Rollerski-Weltmeisterschaften 2013 in Bad Peterstal startete Pellegrini als Junior und lief auf Rang sechs über 17,5 km und Rang sieben im Sprint.
Im Dezember 2013 startete er in Bessans erstmals als Senior bei FIS-Rennen und konnte mittlere Platzierungen erreichen. Es blieben seine einzigen Starts im Winter 2013/14. Lediglich zu den Französischen Meisterschaften am Ende der Saison in Prémanon ging Pellegrini noch einmal an den Start, kam aber nicht über Platz 23 hinaus. In den Rollerski-Weltcup 2014 startete Pellegrini mit einem neunten Platz beim Sprint in Sollefteå. Im Val di Fiemme startete er zum Saisonabschluss erstmals im Teamsprint und belegte gemeinsam mit Clément Mailler Rang acht. Zuvor hatte er im Sprint bereits als 13. ein gutes Ergebnis erreicht. Am 7. Februar 2015 startete er im Rahmen des Skilanglauf-Marathon-Cups beim Transjurassienne in Lamoura und erreichte als 17. die Punkteränge.
Bei den Rollerski-Weltmeisterschaften 2015 im Val di Fiemme gehörte Pellegrini zum französischen Starterfeld und erreichte im 10 km klassisch Berglauf den 22. Platz. Im Sprint erreichte er Platz 11. Das Massenstart-Rennen über 25 km musste Pellegrini vorzeitig abbrechen. Ab der Saison 2016/17 bis zu seinem Karriereende im Jahr 2020 nahm er an Skimarathon-Rennen teil.